# Joppa hilaris
Joppa hilaris är en stekelart som beskrevs av Smith 1879. Joppa hilaris ingår i släktet Joppa och familjen brokparasitsteklar. Inga underarter finns listade i Catalogue of Life.